# Pârâul Porcului, Ciugud
Pârâul Porcului este un curs de apă, afluent al râului Ciugud. 

## Hărți
- Harta Județului Alba
- Harta Munții Apuseni
- Harta Munții Trascău  Arhivat în 11 octombrie 2008, la Wayback Machine.